# Star (Bryan Adams)
Star è una canzone del cantante canadese Bryan Adams pubblicata nel novembre del 1996. è  il terzo singolo estratto dall'album 18 til I Die del 1996. Il brano è inserito nella colonna sonora del film Jack; diretto da Francis Ford Coppola, interpretato da Robin Williams e Diane Lane.

## Tracce
CD-Single
1. Star (Single Version)
2. Let's Make A Night To Remember (Live)
3. All For Love (Live)
4. (Everything I Do) I Do It For You (Live)

CD-Maxi Limited Edition
1. Star (Single Version)
2. The Only Thing That Looks Good On Me Is You (Live)
3. It's Only Love - con Melissa Etheridge (Live)
4. Run To You (Live)

- Le tracce due, tre e quattro, di entrambe le pubblicazioni, sono state registrate dal vivo e sono presenti anche nell'album Wembley 1996.

## Classifiche settimanali
| Classifica (1996) | Posizione massima |
| ----------------- | ----------------- |
| Belgio (Fiandre)  | 17                |
| Europa            | 51                |
| Germania          | 76                |
| Regno Unito       | 13                |
| Scozia            | 6                 |